# Абхазька
Абхазька — колишня станиця в Краснодарському краї, знаходилася на території сучасного муніципального утворення місто Гарячий Ключ, у передгірській лісовій зоні, у верхній течії річки Березня.

## Історія
Була заснована 1864 року, входила в Майкопський відділ Кубанської області.
Переселена в станицю Імеретинська 1975 року, 29 грудня 1976 року виключена з облікових даних адміністративно-територіального поділу.
Остаточно покинута населенням 1984 року. Знята з обліку 31 грудня 1988
.